# Daniel Laumesfeld
Pour l’article homonyme, voir Laumesfeld.
Daniel Laumesfeld né le 29 janvier 1955 à Basse-Ham et mort le 9 juin 1991 à Rurange-lès-Thionville, est un sociolinguiste, poète et musicien français.

## Biographie
Au niveau universitaire, d'après Louis-Jean Calvet, il serait la première personne à avoir donné ses lettres de noblesse au platt, sa langue maternelle. D'autres chercheurs, basques et corses notamment, se sont inspirés de ses travaux.
Membre du groupe folk Déi vum Museldall de 1976 à 1978, passant ensuite dans le groupe folk rock Geeschtemat? ; il est également le cofondateur de la revue d'études interculturelles Passerelles.
De 1982 à 1991, il enseigne la psycholinguistique et la sociolinguistique à l’Université de Metz.
En 2011, la Maison de Robert Schuman a accueilli pendant 25 jours une rétrospective consacrée à la personnalité et à l’œuvre de Daniel Laumesfeld, à l’occasion du 20e anniversaire de sa mort,.

## Publications
- Les variations de langues dans un groupe bilingue : l'emploi du francique et du français dans un groupe de militants franciques, mémoire de maîtrise, 1980
- La diglossie en Lorraine luxembourgeophone : pratiques, idéologies, thèse de 3e cycle, Université Paris V, 1984 (OCLC 489855098)
- Esquisse du multilinguisme mosellan : langues et cultures régionales/immigrées et ouvrières/paysannes, 1988 (OCLC 820486594)
- Chemins, Passerelles, hors-série no 1, 1992 (OCLC 489581995)
- Tropique du Caire, Passerelles, 1992
- Le soufre et le safran : chroniques d'Anaximène, 1994  (ISBN 2-9508258-0-X)
- Le parler luxembourgeois en Lorraine, extraits d'un texte publié dans la revue Passerelles, no 10, 1995 (lire en ligne)
- De Schënner : guérisseurs en pays thionvillois, Éditions Gewan, 1995
- La Lorraine francique : culture mosaïque et dissidence linguistique, L'Harmattan, 1996  (ISBN 2-7384-3975-6)
- Récits, chansons et poèmes franciques, L'Harmattan, 2005  (ISBN 2-7475-8302-3)